# Hypothekenbankgesetz
Das Hypothekenbankgesetz (HBG) regelte die Rechte und Pflichten der Hypothekenbanken in Deutschland.
Hauptzwecke des HBG waren:
- Definition des Begriffs Hypothekenbank
- Definition des Begriffs Pfandbrief
- Deckung von Pfandbriefen
- Regelungen zu Treuhändern

Die Vorschriften des HBG bezogen sich primär auf Hypothekenbanken; viele Bestimmungen gelten jedoch in analoger Form für alle Banken, wie z. B. die Regelungen zum Beleihungswert in § 12 HBG.
Das HBG wurde zum 19. Juli 2005 aufgehoben. Seine Regelungen wurden durch die des Pfandbriefgesetzes (PfandBG) ersetzt, blieben aber punktuell im Rahmen von Übergangsvorschriften gemäß § 43, § 50 Abs. 2 PfandBG noch gültig.